# Oddoniodendron normandii
Oddoniodendron normandii är en ärtväxtart som beskrevs av Aubrev. Oddoniodendron normandii ingår i släktet Oddoniodendron och familjen ärtväxter. Inga underarter finns listade i Catalogue of Life.